# Fortis Colonia
Fortis Colonia  (Lateinisch: das starke Köln) ist ein 2009 gegründeter und im März 2010 eingetragener Kölner Verein, der sich mit 2000 Jahren Kölner Geschichte in allen Facetten einschließlich der Auswirkungen der Stadtbefestigungen auf das heutige Stadtbild und der (Um-)Nutzungsmöglichkeiten solcher Anlagen befasst. Es wird sich bewusst nicht nur auf Aspekte der Militärgeschichte beschränkt.

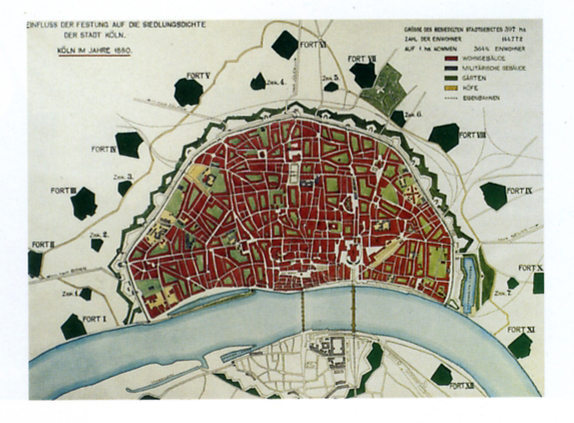
Köln 1880

## Ziele
Der Verein setzt sich für die Erhaltung, Sanierung und Nutzung bzw. Umnutzung aller Festungsbauwerke ein, da nur eine sinnvolle und denkmalgerechte Nutzung der historischen Baudenkmale hilft, sie für künftige Generationen zu bewahren. Dabei arbeitet er mit vielen anderen Initiativen zusammen. Über den 1. Vorsitzenden, den Kölner Notar Konrad Adenauer, besteht so eine Verbindung zur Kölner Grün Stiftung, die sich um die Grünanlagen kümmert, in denen die Festungsanlagen liegen.

## Publikationen
Gegen Ende eines jeden Jahres erscheint das Vereinsmagazin Fortis – Das Magazin mit verschiedenen Fachbeiträgen zu unterschiedlichen Themen des Kölner Festungsbaus und der Kölner Stadtgeschichte. In Fortis kommen auch außerkölnische Themen zur Sprache, z. B. die Bonner Stadtbefestigung, die Brückenverteidigung, der preußische optische Telegraf von Berlin nach Koblenz mit seiner Kölner Station oder Berichte von Reisen in befestigte Städte des Rheinlands und in Europa, darunter Poznań (ehemals Festungsstadt Posen).
Im November 2015 erschien zum 70. Geburtstag des ersten Vorsitzenden Konrad Adenauer die Festschrift: „Eine Grünanlage mit Geschichte. Festungsbauten und Äußerer Grüngürtel in Köln“. In dem Buch werden in 21 Themenkapiteln alle Aspekte des Äußeren Festungsgürtels und der heutigen Grünanlage thematisiert.

## Veranstaltungen
Der Verein veranstaltet jedes Jahr ein Aktionswochenende zum Thema 2000 Jahre wehrhaftes Köln, die Kölner Festungstage mit kostenlosen Führungen, Ausstellungen und Vorträgen zu einem wechselnden Schwerpunktthema. Themen waren 2011 die Römerzeit, 2012 das Mittelalter, 2013 die Preußenzeit, 2014 lag der Schwerpunkt auf den Auswirkungen und der Umnutzung der Kölner Festungswerke, 2015: frühe Preußenzeit und 2016: Kölner Befestigungen und öffentliches Grün.

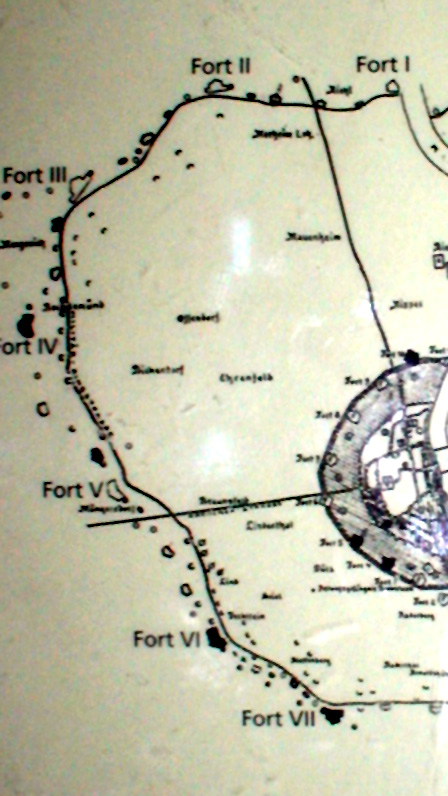
Äußere linksrheinische Festungswerke